# Список плазунів Угорщини
У цьому списку наведені усі види плазунів, які мешкають на території Угорщини, а також ті види, які викликають сумніви щодо проживання на території країни. Термінологія наведена відповідно до списку плазунів Європи від Європейської герпетологічної спілки (лат. Societas Europaea Herpetologica), або просто SEH.
Загалом підтверджено проживання 17 видів  (7 видів змій, 7 видів ящірок та 2 видів черепах), 12 родів, 7 родин та 2 рядів рептилій. З цих видів 16 є автохтонними, а один вид — Trachemys scripta — є інтродукованим та інвазійним видом. Наявні дані про інтродукцію Mediodactylus kotschyi. Окрім того, низка вчених з 2010 року виділяють колишній підвид Anguis fragilis colchicus, який мешкає на території Угорщини, в окремий вид під назвою Anguis colchica.
Плазунів можна зустріти по всій території Угорщини, однак їх поширення та щільність популяцій неоднакові. Наприклад, Mediodactylus kotschyi можна зустріти лише поблизу Будапешта, а Natrix natrix — на всій території країни. Популяції плазунів зазнають значного антропогенного впливу, особливо потужним фактором, який завдає найбільше шкоди, є розвиток сільського господарства. Практично для всіх видів рептилій зафіксована фрагментація ареалів проживання та зменшення їх площі. Особливо уразливими є гадюки. Так, єдиний підвид Vipera ursinii, який проживає в Угорщині – Vipera ursinii rakosiensis (ендемік Угорщини та Румунії) – є близьким до повного зникнення в країні. Саме тому діють міжнародні програми по врятуванню цього підвиду.

## Список

### Легенда
Наступні категорії використані для позначення охоронного статусу кожного виду за оцінками МСОП та Європейського Червоного списку:
| VU | Vulnerable      | Уразливий                      |
| NT | Near Threatened | Близький до загрозливого стану |
| LC | Least Concern   | У найменшій загрозі            |

Для більшості плазунів наведений їх статус у ЄЧС (виділений жирним шрифтом – VU, EN, LC). Якщо європейський статус відсутній, то наведено глобальний (звичайним шрифтом – VU, LC, NT). Якщо і такий статус відсутній, то в клітинці стоїть прочерк («-»).
Під українською вернакулярною назвою рептилій наведена локальна вернакулярна назва (у випадку Угорщини— угорською), якщо така існує.

### Підтверджені плазуни
| Українська назва/Локальна нава                                | Біноміальна назва                                             | Родина     | Ряд        | Статус ЄЧС/МСОП | Ареал проживання | Зображення | Виноски                    |
| ------------------------------------------------------------- | ------------------------------------------------------------- | ---------- | ---------- | --------------- | --- | ---------- | -------------------------- |
| Веретільниця ламка (угор. Közönséges lábatlangyík)            | Anguis fragilis Linnaues, 1758                                | Anguidae   | Squamata   | LC              | Практично всі типи біотопів, від лісів до лук та на різних висотах — від гір та височин до рівнин. У порівнянні з Anguis colchica, трапляється частіше в західній Угорщині.                       |            | [ 8 ] [ 9 ] [ 10 ]         |
| Веретільниця східна (угор. Kékpettyes lábatlangyík)           | Anguis colchica (Nordmann, 1840)                              | Anguidae   | Squamata   | LC              | На відміну від веретільниці ламкої цей вид поширений більше на сході країни. Межею між двома видами є Дунай, при цьому його долина виступає ділянкою гібридизації двох видів.                     |            | [ 4 ] [ 11 ] [ 12 ] [ 13 ] |
| Мідянка звичайна (угор. Rézsikló)                             | Coronella austriaca Laurenti, 1768                            | Colubridae | Squamata   | LC              | По всій країні, як у вологих, так і в посушливих біотопах (пустища, кам'янисті та скелясті місцини).                                                                                              |            | [ 14 ] [ 15 ] [ 16 ]       |
| Полоз жовточеревий (угор. Haragos sikló)                      | Dolichophis caspius (Gmelin, 1789)                            | Colubridae | Squamata   | LC              | Трапляється на доломітових та вапнякових схилах на півдні Угорщини. Невелика популяція є поблизу Будапешта в центрі Угорщини, уздовж Дунаю.                                                       |            | [ 17 ] [ 18 ] [ 19 ]       |
| Полоз ескулапів (угор. Erdei sikló)                           | Zamenis longissimus (Laurenti, 1768)                          | Colubridae | Squamata   | LC              | У гірських регіонах Угорщини. Практично не трапляється на рівнинних територіях. |            | [ 20 ] [ 21 ] [ 22 ]       |
| Ящірка прудка (угор. Fürge gyík)                              | Lacerta agilis Linnaues, 1758                                 | Lacertidae | Squamata   | LC              | На всій території Угорщини в різних біотопах: луки, пасовища, ліси; також біля будинків та в сільськогосподарських угіддях.                                                                       |            | [ 23 ] [ 24 ] [ 25 ]       |
| Ящірка зелена (угор. Zöld gyík)                               | Lacerta viridis (Laurenti, 1768)                              | Lacertidae | Squamata   | LC              | Зустрічається по всій Угорщині, у практично всіх видах біотопів, але віддає перевагу посушливим місцинам.                                                                                         |            | [ 26 ] [ 27 ]              |
| Ящірка мурова (угор. Fali gyík)                               | Podarcis muralis (Laurenti, 1768)                             | Lacertidae | Squamata   | LC              | Віддає перевагу гірським кам'янистим та скелястим ділянкам. Також можна зустріти в покинутих кам'яних будинках та інших кам'яних спорудах.                                                        |            | [ 28 ] [ 29 ] [ 30 ]       |
| Ящірка кримська (угор. Homoki gyík)                           | Podarcis tauricus (Pallas, 1814)                              | Lacertidae | Squamata   | LC              | Переважно на піщаних та посушливих територіях Великого Альфельду. Окремі менші популяції зустрічаються і в інших частинах країни.                                                                 |            | [ 31 ] [ 32 ] [ 33 ]       |
| Ящірка живородна (угор. Elevenszülő gyík)                     | Zootoca vivipara (Lichtestein, 1823)                          | Lacertidae | Squamata   | LC              | Трапляється по всій країні на узліссях, в лісах, на луках. |            | [ 34 ] [ 35 ] [ 36 ]       |
| Вуж звичайний (угор. Vízisikló)                               | Natrix natrix (Linnaues, 1758)                                | Natricidae | Squamata   | LC              | По всій країні поблизу водойм та інших вологих місцин. |            | [ 37 ] [ 38 ] [ 39 ]       |
| Вуж водяний (угор. Kockás sikló)                              | Natrix tessellata (Laurenti, 1768)                            | Natricidae | Squamata   | LC              | Трапляється по всій країні. У більшій мірі, ніж вуж звичайний, залежний від води, тому трапляється зазвичай у водоймах та поблизу них.                                                            |            | [ 40 ] [ 41 ] [ 42 ]       |
| Коротконіжка європейська (угор. Pannon gyík)                  | Ablepharus kitaibelii (Bibron et Bory de Saint-Vincent, 1833) | Scincidae  | Squamata   | LC              | Розкидані популяції в гірських районах та на пагорбах біля Геделле, Матри, Бержень. |            | [ 43 ] [ 44 ] [ 45 ]       |
| Гадюка звичайна (угор. Keresztes vipera)                      | Vipera berus (Linnaues, 1758)                                 | Viperidae  | Squamata   | LC              | Нерівномірно по всій Угорщині: на луках, на узліссях, пустищах, а також біля водойм. |            | [ 46 ] [ 47 ] [ 48 ]       |
| Гадюка лучна (угор. Parlagi vipera)                           | Vipera ursinii (Bonaparte, 1835)                              | Viperidae  | Squamata   | VU              | Розкидані ізольовані та невеликі популяції вздовж Дунаю та Тиси. Віддає перевагу відкритим місцинам (луки) та вологим місцинам, хоча може траплятися в посушливих піщаних чи кам'янистих біотопах |            | [ 49 ] [ 50 ] [ 51 ]       |
| Черепаха болотна (угор. Mocsári teknős)                       | Emys orbicularis (Linnaeus, 1758)                             | Emydidae   | Testudines | NT              | По всій Угорщині: в озерах, на болотах та у решті водойм зі слабкою течією. |            | [ 52 ] [ 53 ] [ 54 ]       |
| Червоновуха черепаха звичайна (угор. Közönséges ékszerteknős) | Trachemys scripta (Thunberg in Schoepff, 1792)                | Emydidae   | Testudines | NA              | Переважно в болотистих місцинах вздовж Дунаю. |            | [ 2 ] [ 55 ] [ 56 ]        |

### Сумнівні випадки
| Українська назва/Локальна нава                   | Біноміальна назва                           | Родина     | Ряд      | Статус ЄЧС/МСОП | Пояснення | Зображення | Виноски                     |
| Гекон середземноморський (угор. Kotschy gekkója) | Mediodactylus kotschyi (Steindachner, 1870) | Gekkonidae | Squamata | LC              | Окремі стійкі маленькі популяції у будинках в центрі Будапешта та поблизу озера Балатон. Ще одна популяція була наявна у Буді, проте будинок, у якому траплялися ці гекони, станом на зараз знищений. Невеликі розміри популяції можна пояснити занадто суворим кліматом Угорщини. |            | [ 57 ] [ 58 ] [ 59 ] [ 60 ] |
| Гадюка носата (угор. Homoki vipera)              | Vipera ammodytes (Linnaues, 1758)           | Viperidae  | Squamata | LC              | Окремі випадки реєстрації датуються ще часами, коли деякі румунські землі (в Румунії ця змія проживає) були під владою Угорщини, тому можуть бути недостовірними щодо сучасної Угорщини                                                                                            |            | [ 61 ] [ 62 ]               |

## Виноски
1. ↑  Jeroen Speybroeck, Wouter Beukema, Christophe Dufresnes, Uwe Fritz, Daniel Jablonski, Petros Lymberakis, Iñigo Martínez-Solano, Edoardo Razzetti, Melita Vamberger, Miguel Vences, Judit Vörös, Pierre-André Crochet (2020). Species list of the European herpetofauna – 2020 update by the Taxonomic Committee of the Societas Europaea Herpetologica. Amphibia-Reptilia (англ.): 1—51. doi:10.1163/15685381-bja10010. Архів оригіналу за 8 травня 2020. Процитовано 30 липня 2021. [Архівовано 2020-05-08 у Wayback Machine.]
2. 1 2  Trachemys scripta (англ.). ReptileDataBase. Архів оригіналу за 1 травня 2015. Процитовано 28 квітня 2015. [Архівовано 2016-03-13 у Wayback Machine.]
3. 1 2  Wolfgang Böhme, Petros Lymberakis, Rastko Ajtic, Ahmad Mohammed Mousa Disi, Yehudah Werner, Varol Tok, Ismail H. Ugurtas, Murat Sevinç, Souad Hraoui-Bloquet, Riyad Sadek, Pierre-André Crochet, Idriz Haxhiu, Claudia Corti, Roberto Sindaco, Yakup Kaska, Yusuf Kumlutaş, Aziz Avci, Nazan Üzüm, Can Yeniyurt, Ferdi Akarsu, Jelka Crnobrnja Isailovic. Mediodactylus kotschyi (англ.). МСОП. Архів оригіналу за 30 серпня 2017. Процитовано 28 квітня 2015. [Архівовано 2017-08-30 у Wayback Machine.](англ.)
4. 1 2  Anguis colchica (англ.). ReptileDataBase. Архів оригіналу за 1 травня 2015. Процитовано 28 квітня 2015. [Архівовано 2017-10-05 у Wayback Machine.]
5. ↑  European Reptile & Amphibian Specialist Group 1996. Natrix natrix (англ.). МСОП. Архів оригіналу за 27 вересня 2015. Процитовано 28 квітня 2015. [Архівовано 2020-09-01 у Wayback Machine.]
6. ↑  Hungary’s biodiversity at risk:a call for action (PDF) (англ.). МСОП. Архів оригіналу (PDF) за 1 травня 2015. Процитовано 28 квітня 2015. [Архівовано 2015-05-04 у Wayback Machine.]
7. ↑  LIFE and Europe’s reptiles and amphibians (PDF) (англ.). European Commission. Архів (PDF) оригіналу за 1 травня 2015. Процитовано 28 квітня 2015. [Архівовано 2015-08-18 у Wayback Machine.]
8. ↑  Anguis fragilis (англ.). ReptileDataBase. Архів оригіналу за 30 квітня 2015. Процитовано 28 квітня 2015. [Архівовано 2016-03-14 у Wayback Machine.]
9. ↑  Közönséges lábatlangyík. KHVSZ. Архів оригіналу за 30 квітня 2015. Процитовано 30 квітня 2015.
10. ↑  Philip Bowles (IUCN SSC/CI Biodiversity Assessment Unit) (20 червня 2023). IUCN Red List of Threatened Species: Anguis fragilis. IUCN Red List of Threatened Species. Архів оригіналу за 29 квітня 2025. Процитовано 26 червня 2025.
11. ↑  Kékpettyes lábatlangyík. KHVSZ. Архів оригіналу за 1 травня 2015. Процитовано 1 травня 2015.
12. ↑  Tibor Sos (2010). Evaluating the accuracy of morphological traits used in Anguis (sub)species differentiation (PDF). Herpetologica Romanica. 4 (1): 29 44. Архів (PDF) оригіналу за 14 травня 2015. Процитовано 14 травня 2015. [Архівовано 2015-05-18 у Wayback Machine.](англ.)
13. ↑  Bowles, P. Anguis colchica (Europe assessment) (англ.) . The IUCN Red List of Threatened Species. Процитовано 5 червня 2025. [Архівовано 2025-04-29 у Wayback Machine.]
14. ↑  Coronella austriaca (англ.). ReptileDataBase. Архів оригіналу за 30 квітня 2015. Процитовано 28 квітня 2015.
15. ↑  Rézsikló (угор.). KHVSZ. Архів оригіналу за 30 квітня 2015. Процитовано 30 квітня 2015.
16. ↑  Bowles, P. (2024). Coronella austriaca (Europe assessment) (англійська) . The IUCN Red List of Threatened Species. с. e.T157284A204914315. doi:10.2305/IUCN.UK.2024-1.RLTS.T157284A204914315.en. Процитовано 5 червня 2025.
17. ↑  Dolichophis caspius (англ.). ReptileDataBase. Архів оригіналу за 30 квітня 2015. Процитовано 28 квітня 2015.
18. ↑  Caspian Whip Snake (англ.). KHVSZ. Архів оригіналу за 30 квітня 2015. Процитовано 30 квітня 2015.
19. ↑  Bowles, P. Dolichophis caspius (Europe assessment) (англ.) . The IUCN Red List of Threatened Species. Процитовано 5 червня 2025.
20. ↑  Zamenis longissimus (англ.). ReptileDataBase. Архів оригіналу за 30 квітня 2015. Процитовано 28 квітня 2015. [Архівовано 2016-03-14 у Wayback Machine.]
21. ↑  Aesculapian Snake (англ.). KHVSZ. Архів оригіналу за 30 квітня 2015. Процитовано 30 квітня 2015.
22. ↑  Bowles, P. (2024). Zamenis longissimus (Europe assessment) (англійська) . The IUCN Red List of Threatened Species. с. e.T157266A205826427. doi:10.2305/IUCN.UK.2024-1.RLTS.T157266A205826427.en. Процитовано 5 липня 2025.
23. ↑  Lacerta agilis (англ.). ReptileDataBase. Архів оригіналу за 1 травня 2015. Процитовано 28 квітня 2015. [Архівовано 2022-06-06 у Wayback Machine.]
24. ↑  Fürge gyík (угор.). KHVSZ. Архів оригіналу за 1 травня 2015. Процитовано 1 травня 2015.
25. ↑  Philip Bowles (IUCN SSC/CI Biodiversity Assessment Unit) (30 січня 2023). IUCN Red List of Threatened Species: Lacerta agilis. IUCN Red List of Threatened Species. Архів оригіналу за 29 квітня 2025. Процитовано 5 липня 2025.
26. ↑  Zöld gyík (угор.). KHVSZ. Архів оригіналу за 1 травня 2015. Процитовано 1 травня 2015.
27. ↑  Bowles, P. (2024). Lacerta viridis (Europe assessment) (англійська) . The IUCN Red List of Threatened Species. с. e.T61530A207990559. Процитовано 5 липня 2025.
28. ↑  Podarcis muralis (англ.). ReptileDataBase. Архів оригіналу за 1 травня 2015. Процитовано 28 квітня 2015.
29. ↑  Fali gyík (угор.). KHVSZ. Архів оригіналу за 1 травня 2015. Процитовано 1 травня 2015.
30. ↑  Bowles, P. (2024). Podarcis muralis (Europe assessment) (англійська) . The IUCN Red List of Threatened Species. с. e.T61550A218505859. Процитовано 5 липня 2025.
31. ↑  Podarcis tauricus (англ.). ReptileDataBase. Архів оригіналу за 1 травня 2015. Процитовано 28 квітня 2015.
32. ↑  Homoki gyík (угор.). KHVSZ. Архів оригіналу за 1 травня 2015. Процитовано 1 травня 2015.
33. ↑  Philip Bowles (IUCN SSC/CI Biodiversity Assessment Unit) (7 жовтня 2022). IUCN Red List of Threatened Species: Podarcis tauricus. IUCN Red List of Threatened Species. Архів оригіналу за 29 квітня 2025. Процитовано 5 липня 2025. [Архівовано 2025-04-29 у Wayback Machine.]
34. ↑  Zootoca vivipara' (англ.). ReptileDataBase. Архів оригіналу за 30 квітня 2015. Процитовано 28 квітня 2015. [Архівовано 2022-06-15 у Wayback Machine.]
35. ↑  Elevenszülő gyík (угор.). KHVSZ. Архів оригіналу за 30 квітня 2015. Процитовано 30 квітня 2015.
36. ↑  Bowles, P. Zootoca vivipara (Europe assessment) (англ.) . The IUCN Red List of Threatened Species. с. e.T243561476A207991664. Процитовано 26 червня 2025.
37. ↑  Natrix natrix (англ.). ReptileDataBase. Архів оригіналу за 30 квітня 2015. Процитовано 28 квітня 2015.
38. ↑  Vízisikló (угор.). KHVSZ. Архів оригіналу за 30 квітня 2015. Процитовано 30 квітня 2015.
39. ↑  Philip Bowles (IUCN SSC/CI Biodiversity Assessment Unit) (7 жовтня 2022). IUCN Red List of Threatened Species: Natrix natrix. IUCN Red List of Threatened Species. Архів оригіналу за 29 квітня 2025. [Архівовано 2025-04-29 у Wayback Machine.]
40. ↑  Natrix tessellata (англ.). ReptileDataBase. Архів оригіналу за 30 квітня 2015. Процитовано 28 квітня 2015.
41. ↑  Kockás sikló (угор.). KHVSZ. Архів оригіналу за 30 квітня 2015. Процитовано 30 квітня 2015.
42. ↑  Bowles, P. Natrix tessellata (Europe assessment) (англ.) . The IUCN Red List of Threatened Species. с. e.T157256A207993095.
43. ↑  Ablepharus kitaibelii (англ.). ReptileDataBase. Архів оригіналу за 30 квітня 2015. Процитовано 28 квітня 2015. [Архівовано 2022-06-07 у Wayback Machine.]
44. ↑  Pannongyík (угор.). KHVSZ. Архів оригіналу за 30 квітня 2015. Процитовано 30 квітня 2015.
45. ↑  Philip Bowles (IUCN SSC/CI Biodiversity Assessment Unit) (7 жовтня 2022). IUCN Red List of Threatened Species: Ablepharus kitaibelii. IUCN Red List of Threatened Species. Архів оригіналу за 29 квітня 2025. Процитовано 5 липня 2025.
46. ↑  Vipera berus (англ.). ReptileDataBase. Архів оригіналу за 30 квітня 2015. Процитовано 28 квітня 2015. [Архівовано 2022-06-06 у Wayback Machine.]
47. ↑  Keresztes vipera (угор.). KHVSZ. Архів оригіналу за 30 квітня 2015. Процитовано 30 квітня 2015.
48. ↑  Ulrich Joger (State Natural History Museum, Braunschweig, Germany); Boris Tuniyev (SRLI Reptile Assessment); Milan Vogrin (DPPVN, Rače, Slovenia); Philip Bowles (IUCN SSC/CI Biodiversity Assessment Unit); Richard Griffiths (DICE, University of Kent, Canterbury, UK); Dušan Jelić (Global Reptile Assessment); Milto, Konstantin; Igor Doronin (Zoological Institute, Russian Academy of Sciences); Edvárd Mizsei (University of Debrecen, Hungary) (29 березня 2023). IUCN Red List of Threatened Species: Vipera berus. IUCN Red List of Threatened Species. Архів оригіналу за 29 квітня 2025. Процитовано 5 липня 2025.
49. ↑  Vipera ursinii (англ.). ReptileDataBase. Архів оригіналу за 30 квітня 2015. Процитовано 28 квітня 2015. [Архівовано 2016-03-13 у Wayback Machine.]
50. ↑  Rákosi vipera (угор.). KHVSZ. Архів оригіналу за 30 квітня 2015. Процитовано 30 квітня 2015.
51. ↑  Halpern, B. & Bowles, P. Vipera ursinii (англ.) . The IUCN Red List of Threatened Species. с. e.T218272979A207526336. Процитовано 5 липня 2025.
52. ↑  Emys orbicularis (норв.). ReptileDataBase. Архів оригіналу за 1 травня 2015. Процитовано 28 квітня 2015. [Архівовано 2016-03-13 у Wayback Machine.]
53. ↑  Mocsári teknős (угор.). KHVSZ. Архів оригіналу за 1 травня 2015. Процитовано 1 травня 2015.
54. ↑  Luiselli, L. & Vamberger, M. (2024). Emys orbicularis (Europe assessment) (англ.) . The IUCN Red List of Threatened Species. с. e.T7717A207667247. Процитовано 26 червня 2025.
55. ↑  Bodis, E., Borza, P., Potyo, I (2012). Invasive Mollusc, Crustacean, Fish and Reptile Species Along The Hungarian Stretch Of The River Danube And Some Connected Waters (PDF). Acta Zoologica Academiae Scientiarum Hungaricae (англ.). 58 (1): 29—45. Архів (PDF) оригіналу за 1 травня 2015. Процитовано 1 травня 2015. [Архівовано 2015-06-15 у Wayback Machine.]
56. ↑  Luca Luiselli (Institute for Development Ecology Conservation and Cooperation (IDECC)) (30 січня 2023). IUCN Red List of Threatened Species: Trachemys scripta. IUCN Red List of Threatened Species. Архів оригіналу за 9 квітня 2025.
57. ↑  Philip Bowles (IUCN SSC/CI Biodiversity Assessment Unit) (7 жовтня 2022). IUCN Red List of Threatened Species: Mediodactylus kotschyi. IUCN Red List of Threatened Species. Архів оригіналу за 29 квітня 2025. [Архівовано 2025-04-29 у Wayback Machine.]
58. ↑  Farkas, B., Uvari B., Koszeci G. (1999). Geographic distribution: Cyrtopodion kotschyi. Herpetological Review. 30 (3): 173—174.
59. ↑  Mediodactylus kotschyi (англ.). ReptileDataBase. Архів оригіналу за 30 квітня 2015. Процитовано 28 квітня 2015. [Архівовано 2022-06-20 у Wayback Machine.]
60. ↑  Gergely Babocsay. Invasive Anphibians and Reptiles (англ.). KHVS. Архів оригіналу за 18 березня 2016. Процитовано 18 березня 2016. [Архівовано 2016-03-18 у Wayback Machine.]
61. ↑  Vipera ammodytes (англ.). ReptileDataBase. Архів оригіналу за 1 травня 2015. Процитовано 28 квітня 2015. [Архівовано 2022-06-06 у Wayback Machine.]
62. ↑  Crnobrnja-Isailović, J., Tomović, Lj., Dimaki, M., Jelić, D., Strugariu, A., Tudor, M., Strachinis, I., Ajtic, R., Sterijovski, B., Roussos, S.A., Kornilev, Y., Dyugmedzhiev, A., Mebert, K., Avci, A., Schweiger, S. & Cafuta, V. (2024). Vipera ammodytes (Europe assessment) (англ.) . The IUCN Red List of Threatened Species. с. e.T62255A207991981. Процитовано 5 липня 2025.